# David Cassidy
Pour les articles homonymes, voir Cassidy.
David Bruce Cassidy est un acteur, producteur, scénariste et chanteur américain né le 12 avril 1950 à New York (État de New York) et mort le 21 novembre 2017 à Fort Lauderdale (Floride).

## Biographie

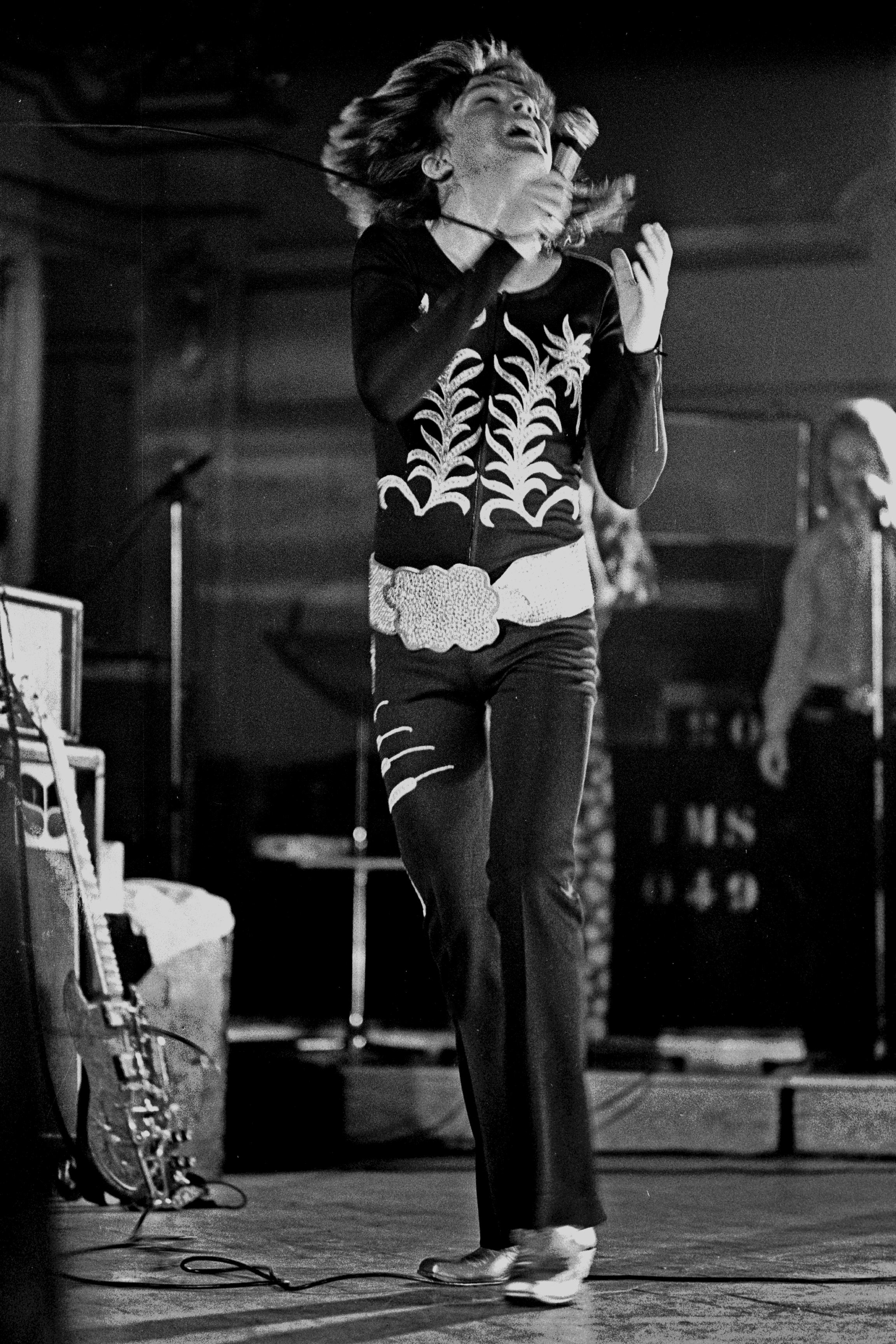
David Cassidy en 1973.

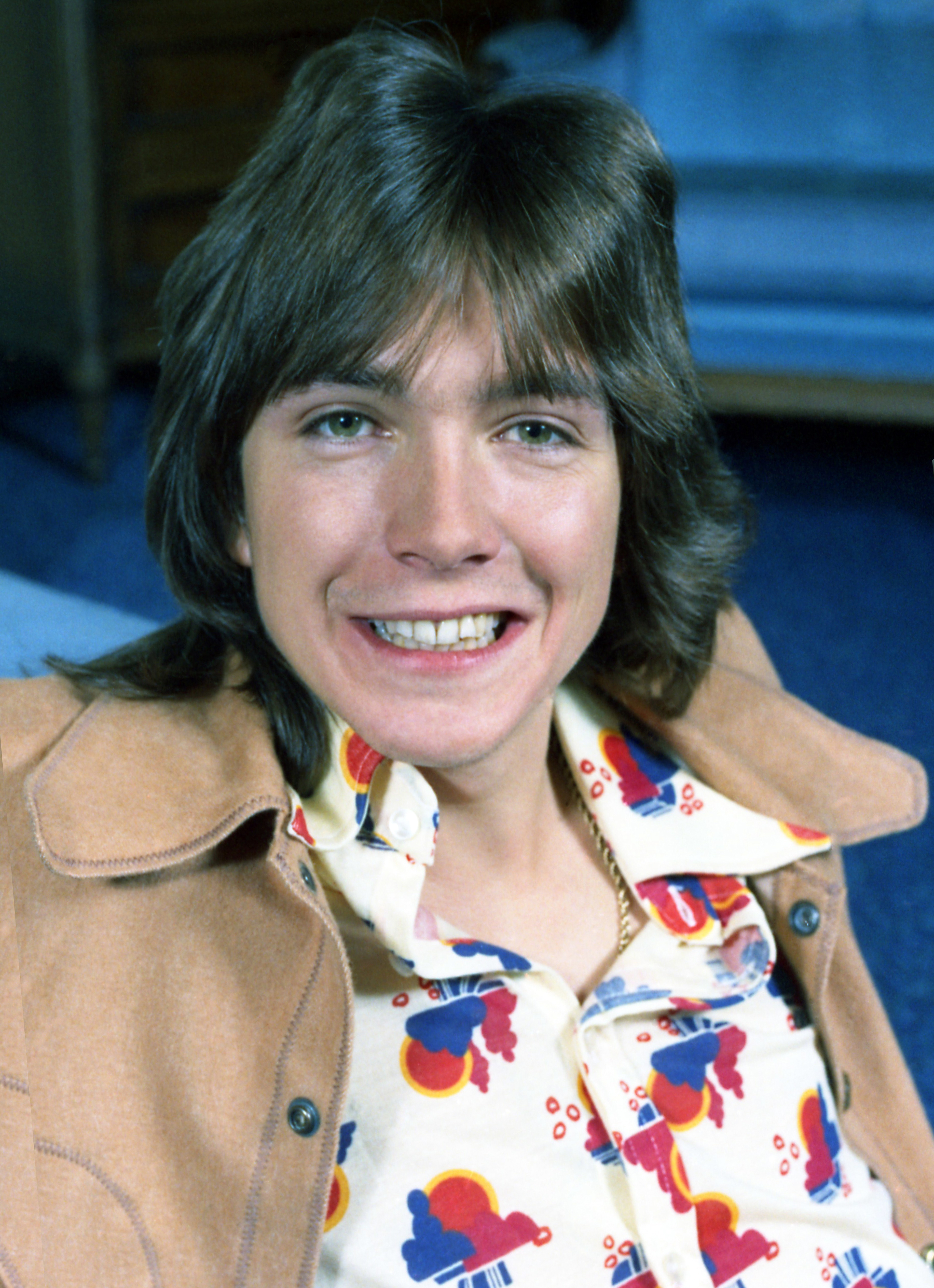
David Cassidy en 1972.

David Cassidy est le fils de l'acteur Jack Cassidy et de l'actrice Evelyn Ward.
Il connut un grand succès en tant que chanteur dans les années 1970.
Il est mort le 21 novembre 2017 à l’âge de 67 ans d'une insuffisance hépatique.

### Famille
David Cassidy est le père de l'actrice Katie Cassidy, d'une relation adultérine (née en 1986).
D'une autre union, il a un fils, Beau Cassidy (né en 1991).

## Filmographie

### Comme acteur

#### Cinéma
- 1990 : Instant Karma : Reno
- 1990 : The Spirit of '76 : Adam-11
- 2003 : David Cassidy Live in Glasgow (vidéo)

#### Télévision
- 1970 : The Partridge Family (série télévisée) : Keith Douglas Partridge
- 1978 : David Cassidy - Man Undercover (série télévisée) : Officer Dan Shay
- 1980 : The Night the City Screamed (TV) : David Greeley
- 1995 : VH1's 8-Track Flashback (série télévisée) : Host
- 2003 : Malcolm : Boone Vincent
- 2005 : Popstar (TV) : Grant

### Comme producteur
- 1998 : Ask Harriet (Ask Harriet) (série télévisée)
- 2000 : The David Cassidy Story (TV)
- 2003 : David Cassidy Live in Glasgow (vidéo)

### Comme scénariste
- 1998 : Ask Harriet (Ask Harriet) (série télévisée)

### Comme compositeur
- 1993 : The John Larroquette Show (série télévisée)